# Satélites de Saturno
Los satélites de Saturno son numerosos y diversos, desde satélites de escasos kilómetros hasta Titán. Desde marzo de 2025, se sabe que Saturno tiene 274 satélites con órbitas confirmadas, el mayor de los cuales, Titán, es el único satélite del sistema solar con una atmósfera importante. Este número no incluye los muchos miles de pequeños satélites incrustados dentro de sus densos anillos, ni cientos de posibles satélites distantes del tamaño de un kilómetro que fueron vistos a través de telescopios pero no han sido vistos nuevamente.

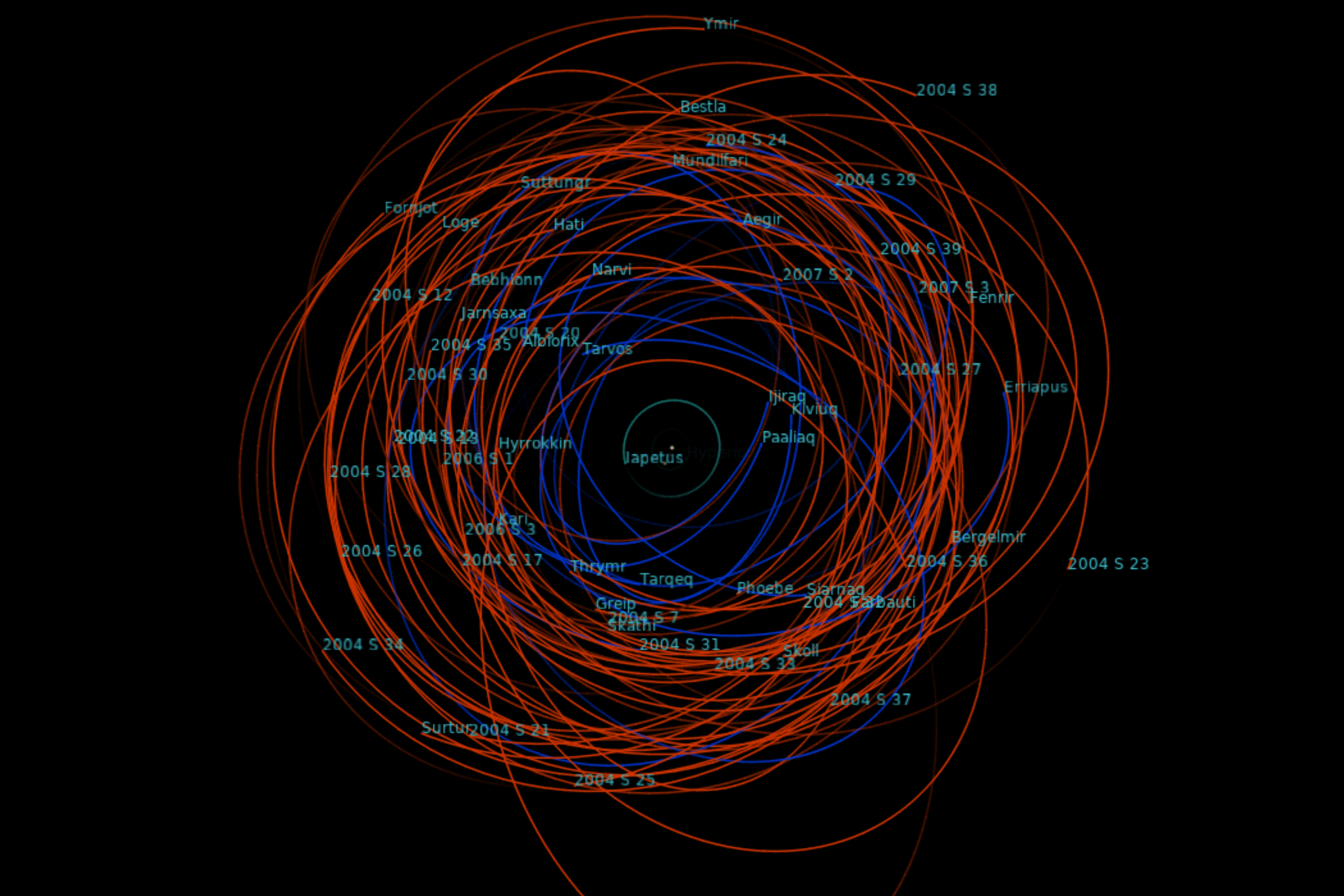
Vista polar de las órbitas de los satélites irregulares de Saturno en enero de 2021. A modo de comparación, en el centro de la imagen se puede apreciar la órbita de Jápeto.

24 de los satélites de Saturno son satélites regulares; tienen órbitas progresivas no muy inclinadas al plano ecuatorial de Saturno. Los satélites regulares reciben tradicionalmente el nombre de titanes y titánides u otras figuras asociadas con el mitológico Saturno. Los 122 satélites restantes, con diámetros medios que oscilan entre 2 a 213 kilómetros, son satélites irregulares, cuyas órbitas están mucho más alejadas de Saturno, tienen inclinaciones altas y pueden ser prógrados o retrógrados. Los satélites irregulares se clasifican por sus características orbitales en los grupos inuit, gálico y nórdico, y reciben sus nombres de las mitologías inuit, gálica o nórdica en función del grupo orbital del que son miembros. La única excepción es Febe, el noveno satélite descubierto de Saturno y el satélite irregular más grande, descubierto a finales del siglo XIX; es parte del grupo nórdico, pero lleva el nombre de una titánide griega. 

## Formación
Se cree que el sistema de Saturno, de Titán, los satélites más grandes y los anillos se desarrollaron a partir de una configuración más cercana a los satélites galileanos de Júpiter, aunque los detalles no están claros. Se ha propuesto que un segundo satélite del tamaño de Titán se rompió, produciendo los anillos y los satélites internos de tamaño medio, o que dos satélites grandes se fusionaron para formar Titán, con la colisión esparciendo escombros helados que formaron los satélites de tamaño medio. El 23 de junio de 2014, la NASA afirmó tener pruebas sólidas de que el nitrógeno de la atmósfera de Titán procedía de materiales de la nube de Oort, asociados con los cometas, y no de los materiales que formaron Saturno en épocas anteriores. Los estudios basados en la actividad geológica basada en las mareas de Encélado y la falta de evidencia de resonancias pasadas extensas en las órbitas de Tetis, Dione y Rea sugieren que los satélites hasta Rea inclusive pueden tener solo 100 millones de años.

## Descubrimiento

### Observaciones previas
Antes de la llegada de la astrofotografía, ocho satélites de Saturno fueron descubiertos por observación directa usando telescopios ópticos. El satélite más grande de Saturno, Titán, fue descubierto en 1655 por Christiaan Huygens utilizando una lente de objetivo de 57 mm en un telescopio refractor de su propio diseño. Tetis, Dione, Rea y Jápeto fueron descubiertos entre 1671 y 1684 por Giovanni Domenico Cassini, Mimas y Encélado fueron descubiertos en 1789 por William Herschel, e Hiperión fue descubierto en 1848 por William C. Bond, George P. Bond y William Lassell.
El uso de placas fotográficas de larga exposición hizo posible el descubrimiento de satélites adicionales. El primer satélite en ser descubierto de esta manera, Febe, fue encontrado en 1899 por William H. Pickering. En 1966, Audouin Dollfus descubrió el décimo satélite de Saturno, que más tarde fue nombrado Jano. Unos años más tarde, Dollfus se dio cuenta de que todas las observaciones de 1966 solo podían explicarse si hubiera estado presente otro satélite y que tuviera una órbita similar a la de Jano. Este objeto ahora se conoce como Epimeteo, el undécimo satélite de Saturno. Epimeteo comparte la misma órbita con Jano, el único ejemplo conocido de satélites coorbitales en el sistema solar. En 1980, tres satélites adicionales fueron descubiertos desde la Tierra y luego confirmados por las sondas Voyager, siendo estos satélites troyanos de Tetis (Telesto y Calipso) y un troyano de Dione (Helena).

### Observaciones por sondas espaciales
Desde entonces, el estudio de los planetas exteriores ha sido revolucionado por el uso de sondas espaciales no tripuladas. La llegada de las sondas Voyager a Saturno en 1980 y 1981 dio como resultado el descubrimiento de tres satélites adicionales: Atlas, Prometeo y Pandora, lo que elevó el total a 17 satélites descubiertos. En 1990, Pan fue descubierto en imágenes de archivo de las Voyager.
La misión Cassini-Huygens, que llegó a Saturno en el verano de 2004, descubrió inicialmente tres pequeños satélites interiores: Metone y Palene entre Mimas y Encélado, y otro satélite troyano de Dione, Pollux. También observó tres probables satélites en el anillo F. En noviembre de 2004, los científicos de Cassini anunciaron que la estructura de los anillos de Saturno indica la presencia de varios satélites más orbitando dentro de los anillos, aunque solo uno, Dafne, había sido confirmado visualmente en ese momento. En 2007 se anunció Antea y en marzo de 2009, se anunció Egeón, un pequeño satélite dentro del anillo G. En julio del mismo año, se observó S/2009 S 1, el primer satélite menor dentro del anillo B.

### Satélites exteriores
El estudio de los satélites de Saturno también se ha visto favorecido por los avances en la instrumentación de telescopios, principalmente la introducción de dispositivos de carga acoplada que reemplazaron las placas fotográficas. Durante el siglo XX, Febe fue el único satélite de Saturno entre los conocidos con una órbita irregular. Luego, en 2000, se descubrieron otras tres docenas de satélites irregulares utilizando telescopios terrestres. Un sondeo que comenzó a fines de 2000 y se llevó a cabo con tres telescopios de tamaño mediano encontró trece nuevos satélites que orbitan Saturno a una gran distancia, en órbitas excéntricas y muy inclinadas hacia el ecuador de Saturno y la eclíptica. Estos satélites probablemente sean fragmentos de cuerpos más grandes capturados por la atracción gravitacional de Saturno. En 2005, astrónomos anunciaron el descubrimiento de doce satélites exteriores más pequeños utilizando los observatorios de Mauna Kea. Posteriormente, en 2006, astrónomos informaron del descubrimiento de nueve satélites irregulares más utilizando el telescopio Subaru. En abril de 2007, se anunció Tarqeq y en mayo del mismo año se anunciaron S/2007 S 2 y S/2007 S 3.
En 2019, se informaron veinte nuevos satélites irregulares de Saturno, lo que resultó en que Saturno supere a Júpiter como el planeta con más satélites por primera vez desde 2000. En 2019, los investigadores Edward Ashton, Brett J. Gladman y Matthew Beaudoin realizaron un estudio de la esfera de Hill de Saturno utilizando el observatorio Canadá-Francia-Hawái y descubrieron alrededor de 80 nuevos satélites irregulares de Saturno. Las observaciones de seguimiento de estos satélites nuevos se llevaron a cabo entre 2019 y 2021, lo que llevó a que S/2019 S 1 fuera el primer satélite anunciado en noviembre de 2021 y se anunciaran 62 satélites adicionales del 3 al 16 de mayo de 2023. Estos descubrimientos elevaron el número total de satélites confirmados de Saturno a 145, convirtiéndolo en el primer planeta conocido en tener más de 100 satélites naturales. Otro satélite más, S/2006 S 20, fue anunciado el 23 de mayo de 2023, elevando el recuento total de satélites de Saturno a 146. Todos estos satélites descubiertos son pequeños y tenues, con diámetros de más de 3 km y magnitudes aparentes que oscilan entre 25 y 27. Los investigadores encontraron que la población de satélites irregulares de Saturno es más abundante en tamaños más pequeños, lo que sugiere que probablemente sean fragmentos de una colisión que ocurrió hace unos cientos de millones de años. Los investigadores extrapolaron que la verdadera población de satélites irregulares de Saturno de más de 2,8 km de diámetro asciende a una cifra entre 150 a 180, que es aproximadamente tres veces más que la cantidad de satélites irregulares de Júpiter del mismo tamaño. Si esta distribución de tamaños se aplica incluso a diámetros más pequeños, Saturno tendría intrínsecamente muchos más satélites irregulares que Júpiter. En marzo de 2025 un equipo de astrónomos descubrió 128 nuevas lunas de Saturno, cuando astrónomos de varios países monitorearon repetidamente el cielo alrededor de Saturno entre 2019 y 2021, en 2023 revisaron nuevamente los campos del cielo durante tres meses consecutivos pero fue hasta marzo de 2025 que se confirmaron su existencia y sus órbitas, este descubrimiento elevo la cantidad de satélites naturales de Saturno de 146 a 274 convirtiéndolo por mucho el planeta con más lunas del sistema solar.

## Características físicas
El sistema de satélites de Saturno está muy desequilibrado: un solo satélite, Titán, comprende más del 96 % de la masa en órbita alrededor del planeta. Mimas, Encélado, Tetis, Dione, Rea y Jápeto constituyen aproximadamente el 4 % de la masa, y los satélites pequeños restantes, junto con los anillos, comprenden solo el 0.04 %.
| Satélite | Diámetro (en km) |
| -------- | ---------------- |
| Titán    | 5149             |
| Rea      | 1527             |
| Jápeto   | 1468             |
| Dione    | 1122             |
| Tetis    | 1062             |
| Encélado | 504              |
| Mimas    | 396              |
| Hiperión | 270              |
| Febe     | 213              |
| Jano     | 179              |
| Epimeteo | 116              |

## Grupos orbitales
Los satélites de Saturno se pueden dividir en diferentes grupos:

### Satélites menores
A finales de julio de 2009, un satélite menor, S/2009 S 1, fue descubierto en el anillo B por la sombra que proyectaba, ubicándose a 480 km del borde exterior del anillo y estimándose su diámetro en 300 metros.  A diferencia de los satélites menores del anillo A, no induce una característica de 'hélice', probablemente debido a la densidad del anillo B.
En 2006, se encontraron cuatro satélites menores pequeños en imágenes de Cassini del anillo A. Un solo satélite menor es lo suficientemente masivo como para despejar dos pequeños espacios parciales, de unos 10 km de ancho, en las inmediaciones del propio satélite menor, creando una estructura con forma de hélice. Los satélites menores en sí mismos son diminutos, con un diámetro que oscila entre 40 y 500 metros, y son demasiado pequeños para verse directamente.
En 2007, el descubrimiento de 150 satélites menores más reveló que ellos (con la excepción de dos que se han visto fuera de la división Encke) están confinados a tres bandas estrechas en el anillo A entre 126 750 y 132 000 kilómetros del centro de Saturno. Cada banda tiene aproximadamente mil kilómetros de ancho, que es menos del 1 % del ancho de los anillos de Saturno. Esta región está relativamente libre de perturbaciones causadas por resonancias con satélites más grandes. Los satélites menores probablemente se formaron a partir de la ruptura de un satélite más grande. Se estima que el anillo A contiene entre 7 000 y 8 000 hélices provenientes de satélites menores de más de 0,8 km de tamaño y millones de más de 0,25 km.
El 15 de abril de 2013 la sonda Cassini fotografió perturbaciones en los anillos exteriores de Saturno, y recientemente se aclaró que se estaba formando un nuevo satélite. Aquel objeto detectado, que no mide más de medio kilómetro, fue bautizado como Peggy. Posteriormente, en abril de 2014, los científicos de la NASA informaron sobre la posible consolidación de un nuevo satélite dentro del anillo A, lo que implica que los satélites actuales de Saturno pueden haberse formado en un proceso similar en el pasado, cuando el sistema de anillos de Saturno era mucho más masivo.
Algunos de los satélites menores detectados son, por orden alfabético, Blériot, Curtiss, Earhart, Hinkler, Kingsford Smith, Lindbergh, Peggy, Post, Richthofen, Santos-Dumont, Sikorsky, Wright y varios más de ellos que solo fueron detectados una sola vez.

### Satélites pastores
Son satélites cuyas órbitas están cerca del sistema de anillos del planeta y que contribuyen a modelar la estructura de estos. Los satélites pastores de Saturno son Pan en la división Encke, Dafne en la división Keeler, Atlas en el anillo A y Prometeo y Pandora en el anillo F.

### Satélites coorbitales
Jano y Epimeteo son satélites que comparten la misma órbita, son de aproximadamente el mismo tamaño, siendo Jano (178 km) un poco más grande que Epimeteo (114 km). Ambos tienen órbitas con solo unos pocos kilómetros de diferencia en el semieje mayor, lo suficientemente cerca como para colisionar si intentaran cruzarse. En lugar de colisionar, su interacción gravitacional hace que cambien su órbita cada cuatro años.

### Satélites clásicos internos

#### Mimas

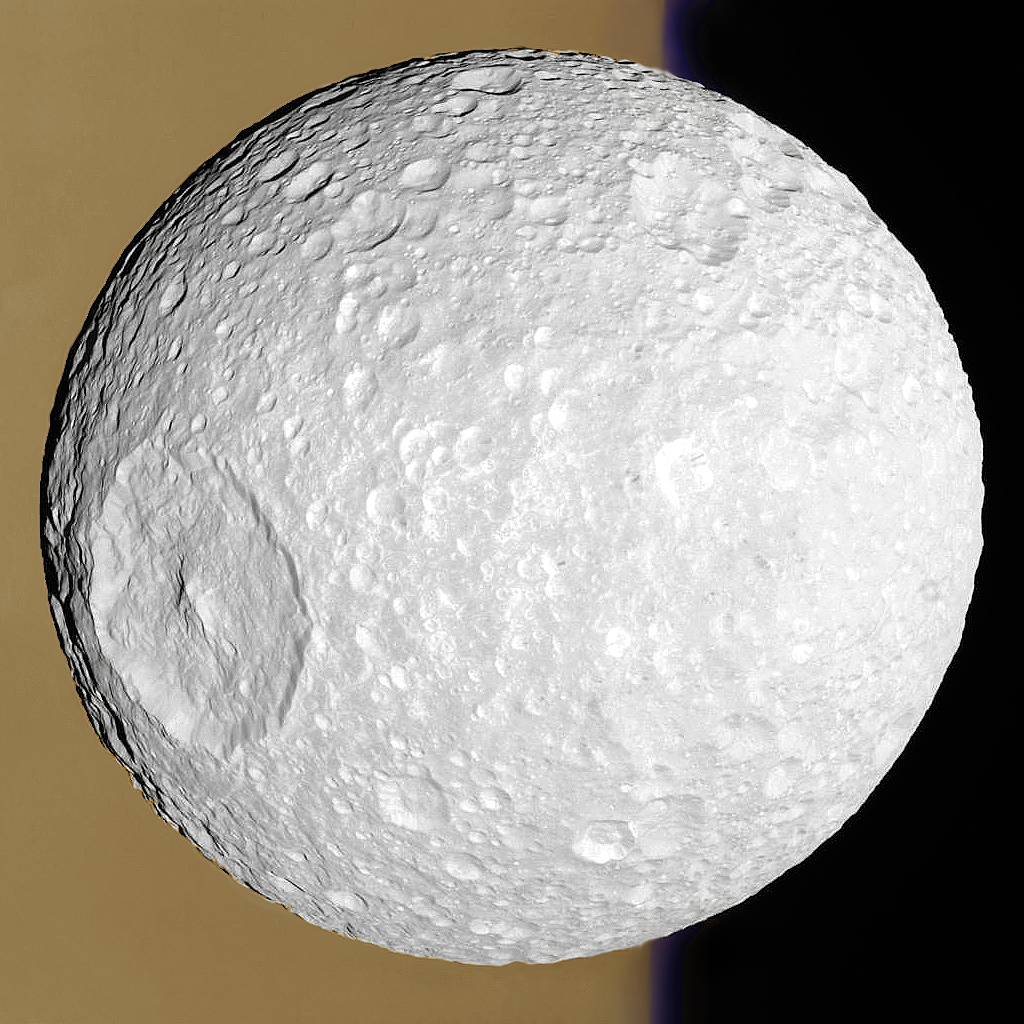
Imagen tomada por la sonda Cassini a 70 000 km de distancia de Mimas.

Mimas es el más pequeño y menos masivo de los satélites clásicos interiores, aunque su masa es suficiente para alterar la órbita de Metone. Tiene una forma notablemente ovoide, ya que se ha acortado en los polos y se ha alargado en el ecuador alrededor de 20 km por los efectos de la gravedad de Saturno.
Mimas tiene un gran cráter de impacto de un tercio de su diámetro, Herschel, situado en su hemisferio delantero. Mimas no tiene actividad geológica pasada o presente conocida, y su superficie está dominada por cráteres de impacto. Las únicas características tectónicas conocidas son algunas fosas arqueadas y lineales.

#### Encélado
Encélado es un satélite que tiene forma esférica y es el segundo más pequeño (solo Mimas es más pequeño) pero es el único satélite de Saturno que actualmente está endógenamente activo y el cuerpo más pequeño conocido en el sistema solar que es geológicamente activo en la actualidad. Su superficie es morfológicamente diversa; incluye terreno antiguo lleno de cráteres, así como áreas suaves más jóvenes con pocos cráteres de impacto.

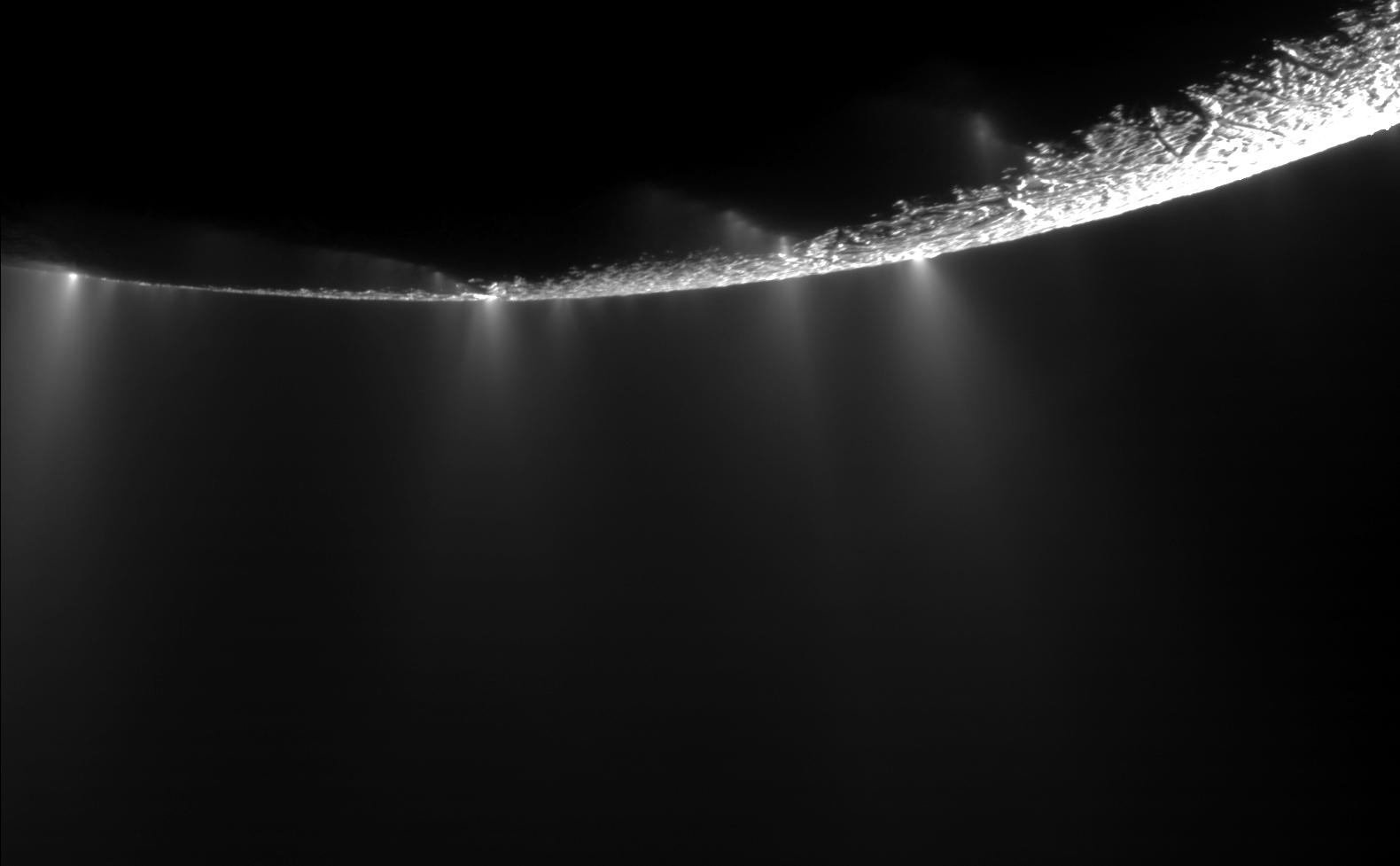
Plumas generadas a partir de la emisión de chorros de vapor de agua en Encélado.

La sonda Cassini descubrió que el área alrededor de su polo sur es inusualmente cálida y cortada por un sistema de fracturas de unos 130 km de largo llamadas "rayas de tigre", algunas de las cuales emiten chorros de vapor de agua y polvo. Estos chorros forman una gran pluma a partir de su polo sur, que rellena el anillo E de Saturno y sirve como fuente principal de iones en la magnetosfera de Saturno. Es posible que Encélado tenga agua líquida debajo de la superficie del polo sur. El hielo puro en la superficie hace de Encélado uno de los objetos más brillantes conocidos en el sistema solar, siendo su albedo geométrico superior al 140 %.

#### Tetis

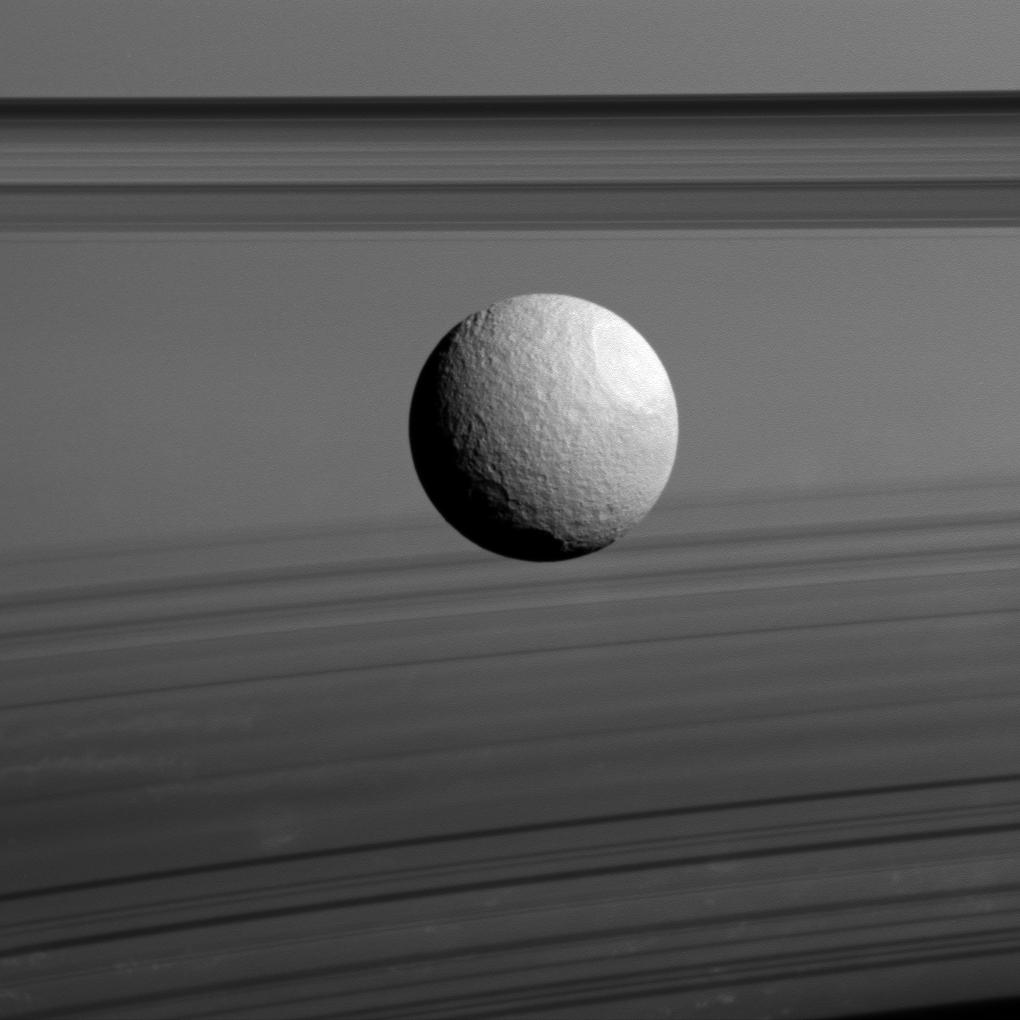
Tetis junto a los anillos de Saturno de fondo.

Tetis es el tercer satélite interior más grande de Saturno. Sus características más destacadas son un gran cráter de impacto de 400 km de diámetro en su hemisferio principal, Odiseo, y un vasto sistema de cañones, Ithaca Chasma, que se extiende al menos 270° alrededor de Tetis. Tetis parece no tener actividad geológica actual.
Un terreno montañoso lleno de cráteres ocupa la mayor parte de su superficie, mientras que una región de llanuras más pequeñas y suaves se encuentra en el hemisferio opuesto al de Odiseo. Las llanuras contienen menos cráteres y son aparentemente más jóvenes. Un límite definido las separa del terreno lleno de cráteres. También hay un sistema de canales extensionales que irradian desde Odiseo. La densidad de Tetis (0,985 g/cm3) es menor que la de agua, lo que indica que está hecho principalmente de hielo de agua con solo una pequeña fracción de roca.

#### Dione
Dione es el segundo satélite interior más grande de Saturno. Tiene una densidad más alta que Rea, pero más baja que Encélado. Si bien la mayor parte de la superficie de Dione es terreno antiguo lleno de cráteres, Dione también está cubierto con una extensa red de canales y lineamientos, lo que indica que en el pasado tuvo actividad tectónica global.

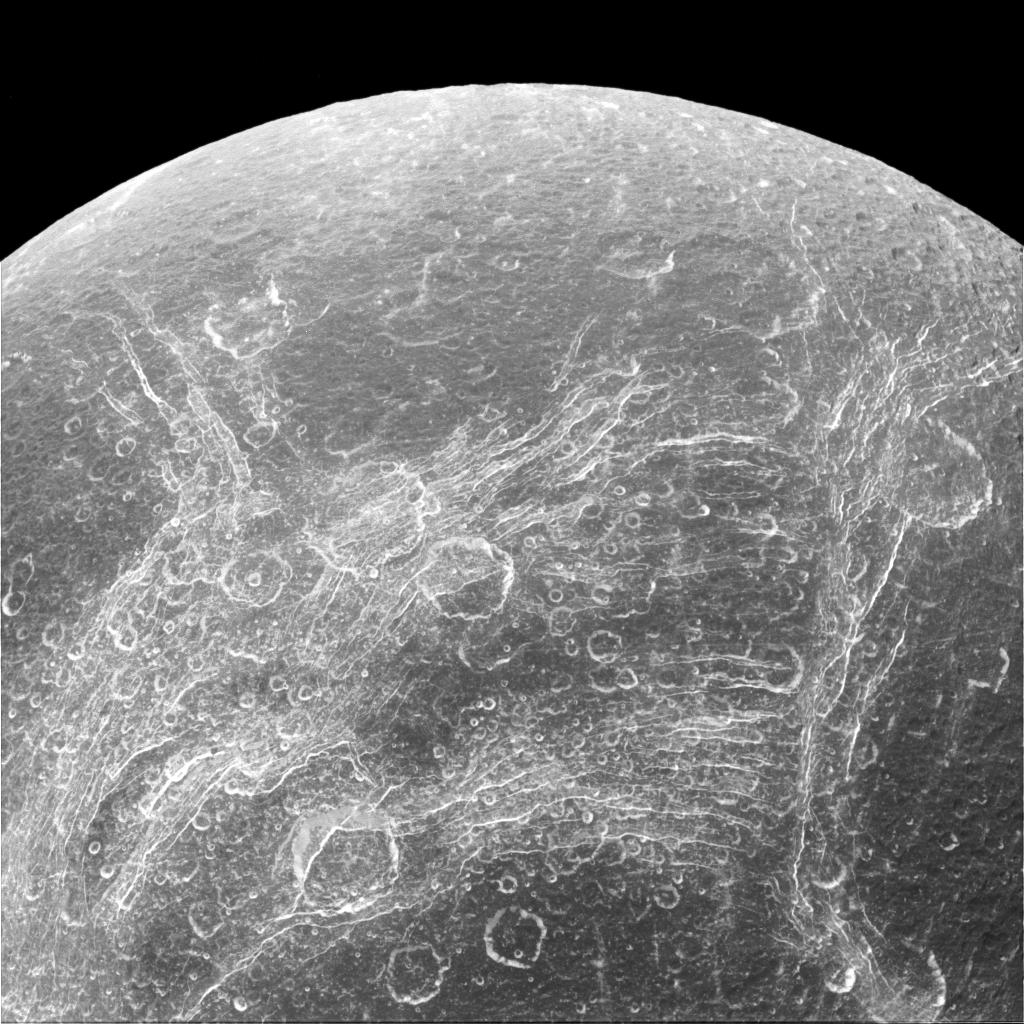
Imagen de la superficie de Dione tomada por la sonda Cassini a 110 000 km de distancia.

Los valles y lineamientos son especialmente prominentes en el hemisferio posterior, donde varios conjuntos de fracturas que se cruzan forman lo que se denomina "terreno tenue". Las llanuras con cráteres tienen algunos cráteres de impacto grandes que alcanzan los 250 km de diámetro. Llanuras suaves con recuentos de cráteres de impacto bajo también están presentes en una pequeña fracción de su superficie. Probablemente fueron resurgidos tectónicamente relativamente más tarde en la historia geológica de Dione. En dos lugares dentro de llanuras suaves se han identificado formas extrañas (depresiones) que se asemejan a cráteres de impacto oblongos, los cuales se encuentran en los centros de redes radiantes de grietas y depresiones; estas características pueden ser de origen criovolcánico.
Dione puede estar geológicamente activa incluso ahora, aunque en una escala mucho más pequeña que el criovulcanismo de Encélado. Esto se deriva de las mediciones magnéticas de Cassini que muestran que Dione es una fuente neta de plasma en la magnetosfera de Saturno, muy similar a Encélado.

### Alciónides
Las alciónides son tres satélites pequeños que orbitan entre Mimas y Encélado: Antea, Metone y Palene, nombrados así a partir de las alciónides de la mitología griega. La sonda Cassini descubrió arcos de anillos muy tenues orbitando junto a Antea y Metone, mientras que Palene dispone de un tenue anillo completo. De todos estos satélites, solo Metone fue fotografiado de cerca, revelando que este satélite posee una forma de huevo y una superficie sin signos de cráteres.

### Satélites troyanos
Los satélites troyanos son una característica única que solo se conoce en el sistema de Saturno, orbitan en los puntos de Lagrange L4 y L5 de un objeto mayor. Telesto y Calipso son troyanos de Tetis, y Helena y Pollux son troyanos de Dione.
Helena es, con mucho, el satélite troyano más grande, mientras que Pollux es el más pequeño presentando una órbita demasiado caótica. Estos satélites están recubiertos de material polvoriento que ha alisado sus superficies.

### Satélites clásicos externos

#### Rea

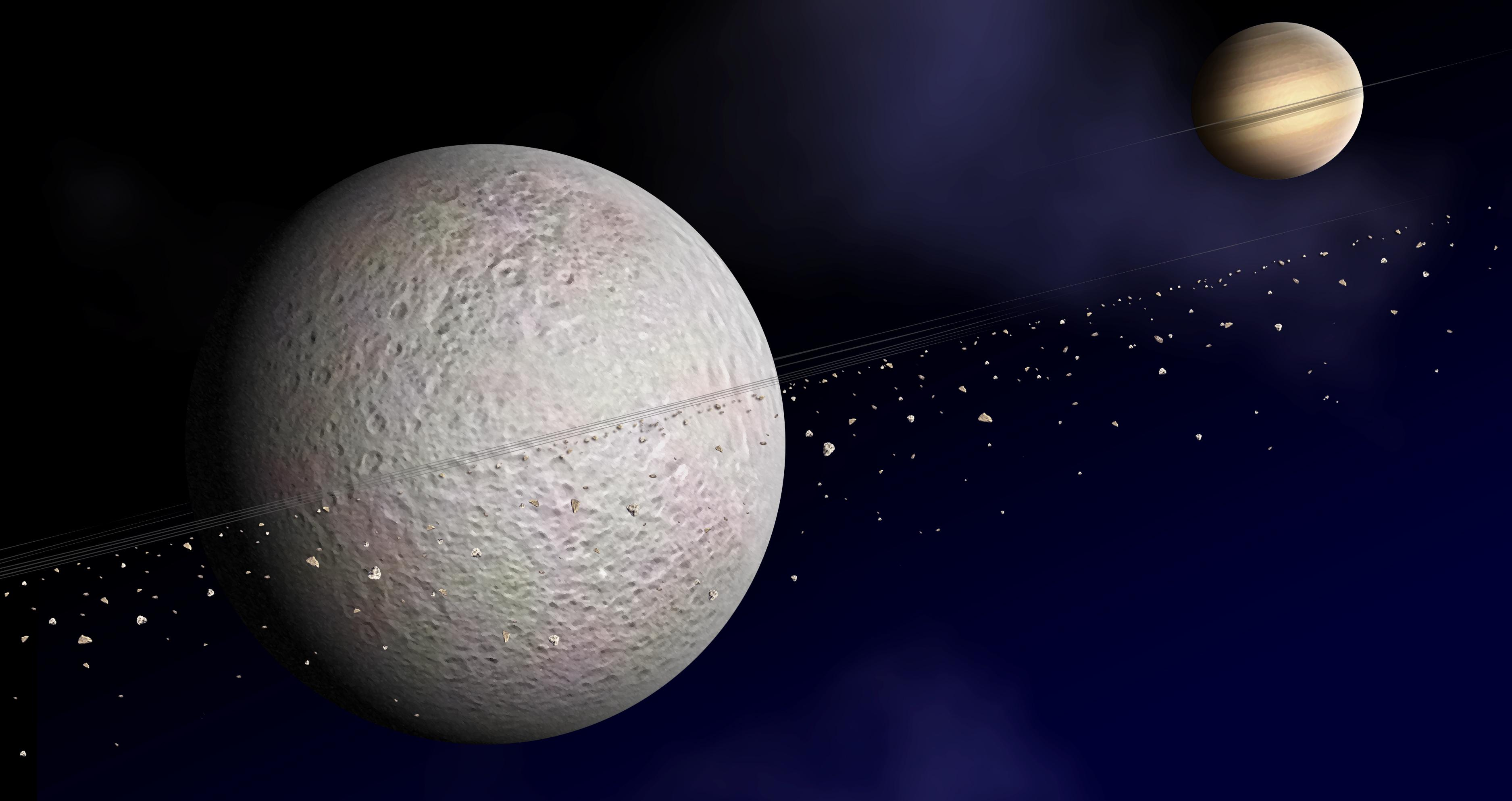
Representación artística de los supuestos anillos de Rea.

Rea es el segundo satélite más grande de Saturno. Es incluso un poco más grande que Oberón, el segundo satélite más grande de Urano. Se planteó la hipótesis de la presencia de partículas del tamaño del polvo concentradas en unos pocos débiles anillos ecuatoriales. Tal sistema de anillos haría de Rea el único satélite del sistema solar que se sabe que tiene anillos. Sin embargo, las observaciones dirigidas posteriores del supuesto plano del anillo desde varios ángulos realizadas por la cámara de ángulo estrecho de la sonda Cassini no arrojaron evidencia del material del anillo esperado.

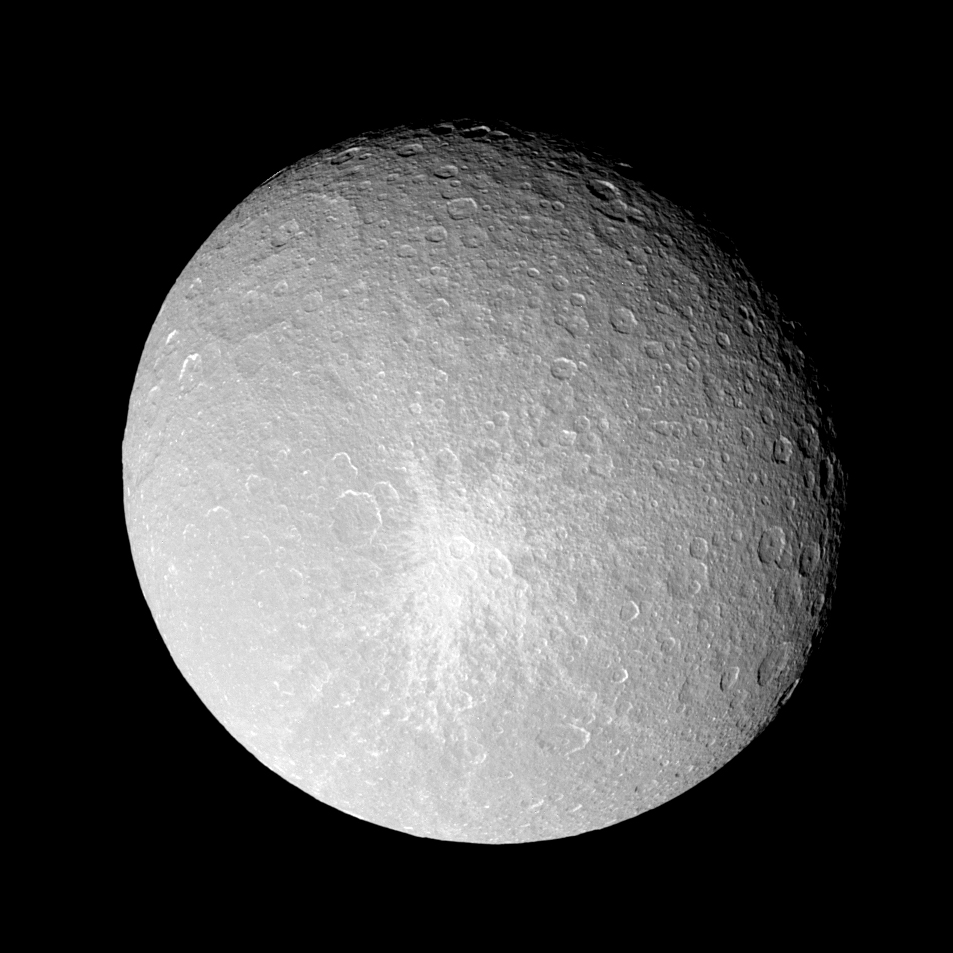
El cráter Inktomi en la superficie de Rea.

Por lo demás, Rea tiene una superficie típica llena de cráteres, con la excepción de unas pocas grandes fracturas similares a las de Dione en el hemisferio posterior y una "línea" muy tenue de material en el ecuador que puede haber sido depositada por material que salió de órbita de los anillos actuales o anteriores. Rea también tiene dos cráteres de impacto muy grandes en su hemisferio antisaturnino, que tienen unos 400 y 500 kilómetros de ancho. El primero, Tirawa, es aproximadamente comparable a Odiseo en Tetis. También hay un cráter de impacto de 48 km de diámetro, Inktomi, el cual puede ser uno de los cráteres más jóvenes en los satélites de Saturno. No se ha descubierto ninguna evidencia de actividad endógena en la superficie de Rea.

#### Titán
Titán es un satélite natural de Saturno, concretamente el mayor de entre los que orbitan este planeta y el segundo mayor del sistema solar en su conjunto, tras Ganímedes. Además, destaca por ser el único satélite conocido que posee una atmósfera relevante, y el único astro, aparte de la Tierra, en el que se ha encontrado evidencia clara de cuerpos líquidos estables en la superficie.
Se trata del sexto satélite elipsoidal de Saturno y frecuentemente es descrito como un satélite similar a un planeta. Tiene el diámetro un 50 % más grande que la Luna y es un 80 % más masivo; es más grande en volumen que el planeta Mercurio, aunque su masa representa el 40 % de este último.
Fue descubierto en 1655 por el astrónomo neerlandés Christiaan Huygens y fue el primer satélite conocido de Saturno, y el quinto satélite conocido de otro planeta.
Está compuesto principalmente de hielo y material rocoso, y así como con Venus antes de la era espacial, la atmósfera densa y opaca de Titán impedía la comprensión de su superficie hasta la llegada de la misión Cassini-Huygens en 2004, incluyendo el descubrimiento de lagos de hidrocarburos líquidos en las regiones polares. La superficie es geológicamente joven, a pesar de las montañas y el descubrimiento de varios posibles criovolcanes, es suave y con pocos cráteres de impacto.

#### Hiperión

Secuencia de imágenes de la sonda Cassini sobrevolando Hiperión.

Hiperión es el satélite exterior más pequeño de Saturno. Se encuentra encerrado junto a Titán en una resonancia de movimiento medio 4:3 entre sí, lo que significa que mientras Titán da cuatro vueltas alrededor de Saturno, Hiperión hace exactamente tres.
Con un diámetro medio de unos 270 km, Hiperión es más pequeño y ligero que Mimas. Tiene una forma extremadamente irregular y una superficie helada muy extraña de color canela que se asemeja a una esponja, aunque su interior también puede ser parcialmente poroso. La densidad promedio de alrededor de 0,55 g/cm3 indica que la porosidad supera el 40 % incluso asumiendo que tiene una composición puramente helada. La superficie de Hiperión está cubierta con numerosos cráteres de impacto; aquellos con diámetros de 2 a 10 kilómetros de diámetro son especialmente abundantes.
Es el único satélite además de los pequeños satélites de Plutón que se sabe que tiene una rotación caótica, lo que significa que Hiperión no tiene polos ni ecuador bien definidos. Mientras que en escalas de tiempo cortas, el satélite gira aproximadamente alrededor de su eje a una velocidad de 72 a 75° por día, en escalas de tiempo más largas, su eje de rotación vaga caóticamente. Esto hace que el comportamiento rotacional de Hiperión sea esencialmente impredecible.

#### Jápeto
Jápeto es el tercer satélite más grande de Saturno. Orbitando el planeta a 3.5 millones de kilómetros, es con mucho el más distante de los satélites clásicos de Saturno. Jápeto ha sido conocido durante mucho tiempo por su inusual superficie de dos tonos; su hemisferio anterior, Cassini Regio, es de un tono marrón oscuro y su hemisferio posterior es de un tono blanco y brillante.
Cassini también descubrió una cresta ecuatorial de 20 km de altura, que se extiende por casi todo el ecuador de Jápeto. Por lo demás, tanto las superficies oscuras como las brillantes de Jápeto son viejas y están llenas de cráteres. Las imágenes revelaron al menos cuatro grandes cuencas de impacto con diámetros de 380 a 550 km y numerosos cráteres de impacto más pequeños. No se ha descubierto ninguna evidencia de actividad endógena.
La apariencia actual de dos tonos de Jápeto resulta del contraste entre las áreas brillantes, principalmente cubiertas de hielo, y las áreas oscuras, que son el residuo que quedó después de la pérdida del hielo superficial.

### Satélites irregulares
Los satélites irregulares son satélites pequeños con inclinaciones altas, semiejes mayores altos y frecuentemente retrógradas, que se cree que fueron adquiridos por Saturno a través de un proceso de captura. A menudo ocurren como familias de colisión o grupos. El tamaño preciso y el albedo de los satélites irregulares no se conocen con seguridad porque  son muy pequeños para ser resueltos por un telescopio, aunque generalmente se supone que el albedo de estos es bastante bajo, alrededor del 6 % (albedo de Febe) o menos.

#### Grupo Inuit

Animación de las órbitas del grupo inuit.

El grupo inuit incluye doce satélites exteriores progrados que son lo suficientemente similares en sus semiejes mayores (entre 10 y 18 millones de kilómetros), sus inclinaciones orbitales (45–50°) y su espectro infrarrojo que pueden ser considerados un grupo. De todo el grupo inuit, Siarnaq es el miembro más grande con un tamaño estimado de unos 40 km. Los satélites restantes del grupo inuit son Ijiraq, Kiviuq, Paaliaq, Tarqeq, S/2004 S 31, S/2005 S 4, S/2019 S 1, S/2019 S 14, S/2020 S 1, S/2020 S 3 y S/2020 S 5.

#### Grupo Gálico

Animación de las órbitas del grupo gálico.

El grupo gálico consta de siete satélites exteriores prógrados que son lo suficientemente similares en sus semiejes mayores (entre 12 y 17 millones de kilómetros), su inclinación orbital (35–40°) y su espectro infrarrojo que pueden ser considerados un grupo. El satélite más grande es Albiorix con un tamaño estimado de unos 32 km. Los satélites restantes del grupo gálico son Bebhionn, Erriapo, Tarvos, S/2004 S 29 y S/2007 S 8.

#### Satélites no agrupados
Tres satélites prógrados de Saturno no pertenecen definitivamente ni al grupo inuit ni al grupo gálico. S/2004 S 24 tiene una inclinación orbital similar a la del grupo gálico, pero tiene la órbita prógrada más distante (23 millones de kilómetros) de los satélites conocidos de Saturno. S/2006 S 12 también tiene una inclinación orbital similar, aunque un poco más alta, al grupo gálico, pero con una órbita más distante (19 millones de kilómetros). S/2019 S 6 tiene una inclinación similar a la del grupo inuit, tiene una órbita distante a comparación del grupo (19 millones de kilómetros).

#### Grupo Nórdico
Los 100 satélites exteriores retrógrados de Saturno se clasifican ampliamente en el grupo nórdico. Ellos son Aegir, Alvaldi, Angrboda, Beli, Bergelmir, Bestla, Eggther, Farbauti, Febe, Fenrir, Fornjot, Geirrod, Gerd, Greip, Gridr, Gunnlod, Hati, Hyrokkin, Jarnsaxa, Kari, Loge, Mundilfari, Narvi, Skadi, Skoll, Skrymir, Surtur, Suttungr, Thiazzi, Thrymr, Ymir, y 69 satélites sin designación oficial. Ymir es el más grande de los satélites irregulares retrógrados conocidos con un diámetro estimado de solo 18 km.

Animación de la órbita de Febe.

Febe, con 213 km de diámetro, es con mucho el mayor de los satélites irregulares de Saturno. Presenta una órbita retrógrada y gira sobre su eje cada 9,3 horas. Febe fue el primer satélite de Saturno estudiado en detalle por la sonda Cassini, en junio de 2004; durante este encuentro Cassini pudo cartografiar casi el 90 % de la superficie. Febe tiene una forma casi esférica y una densidad relativamente alta de alrededor de 1,6 g/cm3. Las imágenes de Cassini revelaron una superficie oscura marcada por numerosos impactos: hay unos 130 cráteres con diámetros superiores a 10 km. La medición espectroscópica mostró que la superficie está hecha de hielo de agua, dióxido de carbono, filosilicatos, compuestos orgánicos y posiblemente minerales que contienen hierro. Se cree que Febe es un centauro que se originó en el cinturón de Kuiper. También sirve como fuente de material para el anillo de Febe.

## Nombramiento
En 1847, los entonces siete satélites conocidos de Saturno fueron nombrados por John Herschel. Herschel nombró los dos satélites más interiores (Mimas y Encelado) según los gigantes mitológicos griegos y los cinco exteriores según los titanes (Titan, Jápeto) y titánides (Tetis, Dione, Rea), de la misma mitología. Hasta entonces, Titán era conocida como «el satélite huygeniana (o huyghenian) de Saturno» y los otros satélites eran denominados con números romanos en orden de distancia a Saturno. Los siguientes descubrimientos de satélites de Saturno siguieron el esquema de Herschel: Hiperión fue descubierto poco después, en 1848, y el noveno satélite, Febe fue nombrado por su descubridor, en 1899, poco después de su descubrimiento: eran el nombre de un titán y una titánide respectivamente. El nombre de Jano fue sugerido por su descubridor, Audouin Dollfus.
Cuando un satélite es descubierto, se le asigna un nombre o designación provisional hasta que la Unión Astronómica Internacional le proporciona uno propio. La designación de los satélites se proporciona siguiendo un estándar en todos los planetas:
1. Se coloca una S mayúscula simbolizando satélite.
2. Le sigue una barra y el año de descubrimiento.
3. Se coloca una letra referente al planeta al que orbita; en el caso de Saturno, una S mayúscula.[90]
4. Y, por último, se le añade el número en el sentido ordinal en el que se descubrió en ese año. Así, por ejemplo, S/2004 S 13 fue el 13.er satélite descubierto en 2004 y S/2006 S 1 fue el 1.ro descubierto en 2006.

### Satélites con denominaciones compartidas
Algunos asteroides comparten nombre con algunos de los satélites de Saturno: (55) Pandora, (101) Helena, (106) Dione, (577) Rea, (1809) Prometeo, (1810) Epimeteo y (4450) Pan. Además, cuatro asteroides comparten los nombres de los satélites de Saturno pero con diferencias en su escritura: (53) Kalypso, (657) Gunlöd, (832) Karin y (9986) Hirokun.

## Listado de satélites

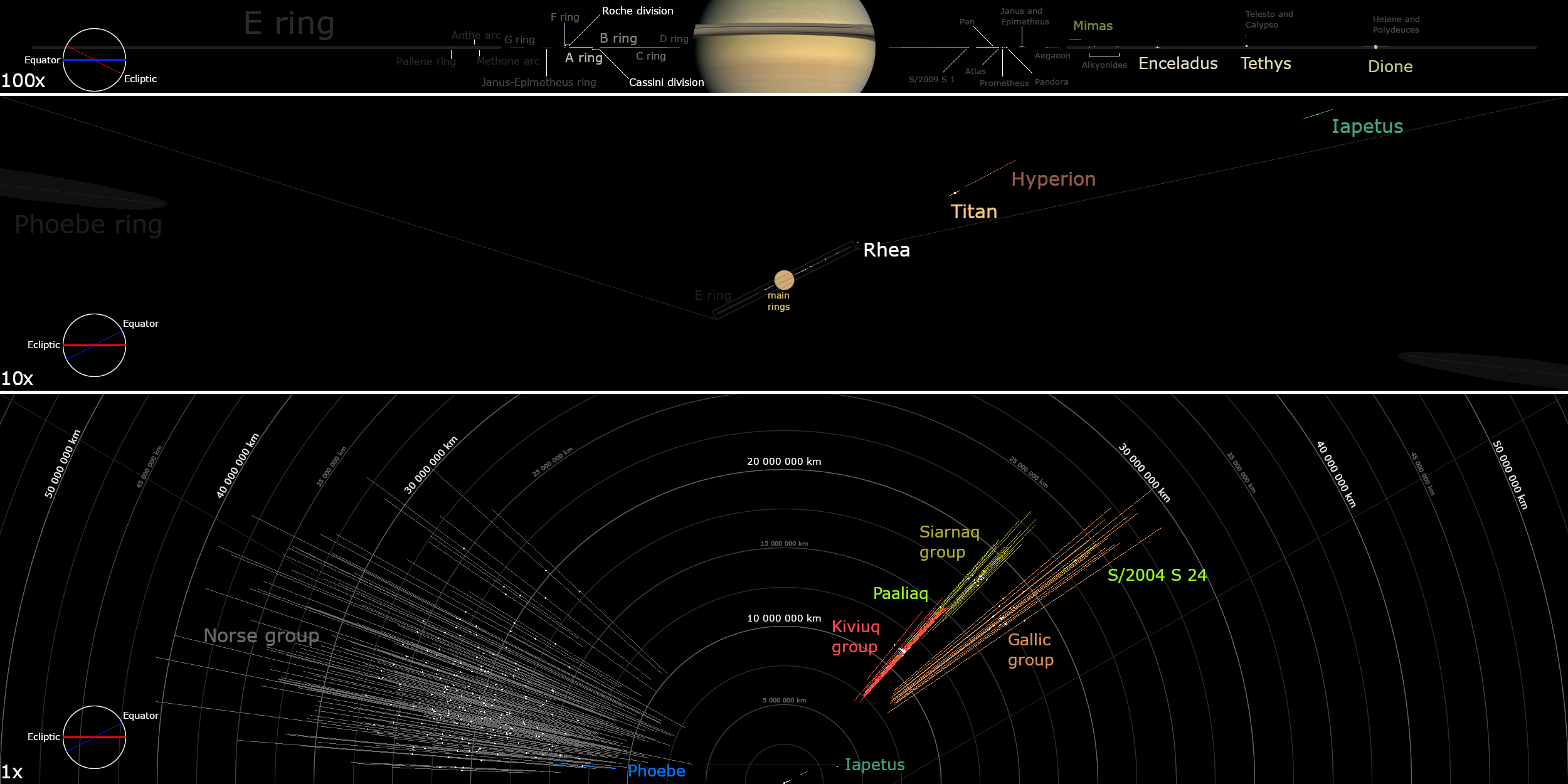
Diagrama orbital de la inclinación orbital y las distancias orbitales de los anillos y el sistema de satélites de Saturno a varias escalas. Los satélites, grupos de satélites y anillos notables están etiquetados individualmente. Abra la imagen para obtener la resolución completa.

### Satélites confirmados
| Claves                 |                    |                     |
| Titán                  | Satélites clásicos | Satélites regulares |
| Grupo Inuit            | Grupo Gálico       | Grupo Nórdico       |
| Satélites no agrupados |                    |                     |

|     | Nombre            | Imagen | Magnitud absoluta | Diámetro (km)                | Masa (×1015 kg) | Semieje mayor (km) | Periodo orbital (d) | Inclinación (°) | Excentricidad | Descubierto en: | Anunciado en: | Descubridor/es                        |
| --- | ----------------- | --- | ----------------- | ---------------------------- | --------------- | ------------------ | ------------------- | --------------- | ------------- | --------------- | ------------- | ------------------------------------- |
| 1   | S/2009 S 1        | | —                 | 0.3                          | ≈ 0,0000071     | ≈ 117 000          | ≈ 0,47150           | ≈ 0,0           | ≈ 0,000       | 2009            | 2009          | Cassini-Huygens                       |
| A ! | Satélites menores | Una imagen ruidosa que muestra algunos puntos brillantes marcados por círculos. | —                 | 0.04–0.4                     | < 0,000017      | ≈ 130 000          | ≈ 0,55              | ≈ 0.0           | ≈ 0.000       | 2006            | —             | Cassini-Huygens                       |
| 2   | Pan               | Un cuerpo de forma irregular con una cresta ecuatorial prominente. Está iluminado desde la parte inferior derecha. | 9.2               | 27.4 (34.6 × 28.2 × 21.0)    | 4.30            | 133 600            | +0,57505            | 0.0             | 0.000         | 1990            | 1990          | Mark R. Showalter                     |
| 3   | Dafne             | Un cuerpo pequeño, de forma irregular, alargado desde la parte inferior izquierda hasta la parte superior derecha. Está iluminado desde la parte inferior izquierda. | —                 | 7.8 (9.8 × 8.4 × 5.6)        | 0.068           | 136 500            | +0,59408            | 0.0             | 0.000         | 2005            | 2005          | Cassini-Huygens                       |
| 4   | Atlas             | Un cuerpo de forma irregular está totalmente iluminado. El cuerpo, que parece un cono visto desde el polo sur, está alargado hacia abajo. | 8.5               | 29.8 (40.8 × 35.4 × 18.6)    | 5.490           | 137 700            | +0,60460            | 0.0             | 0.001         | 1980            | 1980          | Voyager 1                             |
| 5   | Prometeo          | Un cuerpo oblongo de forma irregular está completamente iluminado. Es alargado en la dirección de arriba a la izquierda hacia abajo a la izquierda. Su superficie está cubierta por cráteres. | 6.7               | 85.6 (137 × 81 × 56)         | 159.72          | 139 400            | +0,61588            | 0.0             | 0.002         | 1980            | 1980          | Voyager 1                             |
| 6   | Pandora           | Un cuerpo de forma irregular está levemente iluminado desde abajo. El terminador va de izquierda a derecha. La superficie está cubierta por numerosos cráteres. | 6.5               | 80.0 (103 × 79 × 63)         | 135.7           | 141 700            | +0,63137            | 0.0             | 0.004         | 1980            | 1980          | Voyager 1                             |
| 7   | Epimeteo          | Un cuerpo irregular parcialmente iluminado, que tiene una forma remotamente parecida a un cubo. La superficie del cuerpo consta de crestas y valles y está cubierta por cráteres. | 5.5               | 117.2 (130 × 116 × 107)      | 525.607         | 151 400            | +0,69701            | 0.3             | 0.020         | 1966            | 1967          | Stephen M. Larson y John W. Fountain  |
| 8   | Jano              | Un cuerpo irregular, cuyo contorno parece un círculo aproximado en esta imagen. Está iluminado desde la parte inferior izquierda. El terminador va de arriba a la izquierda a abajo a la derecha. La superficie está cubierta por cráteres. | 4.5               | 178.0 (203 × 186 × 149)      | 1893,88         | 151 500            | +0,69735            | 0.2             | 0.007         | 1966            | 1967          | Audouin Dollfus                       |
| 9   | Egeón             | Imagen de Egeón tomada por la sonda espacial Cassini. | —                 | 0.66 (1.4 × 0.5 × 0.4)       | 0,0000782       | 167 500            | +0,80812            | 0.0             | 0.000         | 2008            | 2009          | Cassini-Huygens                       |
| 10  | Mimas             | Un cuerpo esférico levemente iluminado desde la izquierda. El terminador se extiende de arriba hacia abajo en la región de la extremidad derecha. Un gran cráter con un pico central se encuentra en el terminador ligeramente a la derecha y por encima del centro del cuerpo, generando que el cuerpo se parezca a la Estrella de la Muerte. Hay numerosos cráteres más pequeños. | 3.2               | 396.4 (416 × 393 × 381)      | 37 509,4        | 186 000            | +0,94242            | 1.6             | 0.020         | 1789            | 1789          | William Herschel                      |
| 11  | Metone            | Un objeto elipsoidal liso y sin rasgos distintivos iluminado desde la parte superior derecha, claramente parecido a un huevo. | —                 | 2.90 (3.88 × 2.58 × 2.42)    | 0,00392         | 194 700            | +1,00955            | 0.0             | 0.002         | 2004            | 2004          | Cassini-Huygens                       |
| 12  | Antea             | Un objeto elipsoidal borroso en el centro de la imagen. | —                 | 1.8                          | ≈ 0,0015        | 198 100            | +1,03890            | 0.0             | 0.002         | 2007            | 2007          | Cassini-Huygens                       |
| 13  | Palene            | Un pequeño objeto elipsoidal levemente iluminado frente a Saturno de fondo. | —                 | 4.46 (5.76 × 4.16 × 3.68)    | ≈ 0,023         | 212 300            | +1,15606            | 0.2             | 0.004         | 2004            | 2004          | Cassini-Huygens                       |
| 14  | Encélado          | | 2.1               | 504.2 (513 × 503 × 497)      | 108 031,8       | 238 400            | +1,37022            | 0.0             | 0.005         | 1789            | 1789          | William Herschel                      |
| 15  | Tetis             | | 0.7               | 1062.2 (1077 × 1057 × 1053)  | 617 495,9       | 295 000            | +1,88780            | 1.1             | 0.001         | 1684            | 1684          | Giovanni D. Cassini                   |
| 16  | Telesto           | Un objeto oblongo con algunos cráteres grandes y una superficie lisa. | 8.7               | 24.6 (33.2 × 23.4 × 19.2)    | ≈ 3,9           | 295 000            | +1,88780            | 1.2             | 0.001         | 1980            | 1980          | Bradford A. Smith et al.              |
| 17  | Calipso           | En esta imagen de baja resolución se ve un cuerpo oblongo. | 9.2               | 19.0 (29.4 × 18.6 × 12.8)    | ≈ 1,8           | 295 000            | +1,88780            | 1.5             | 0.001         | 1980            | 1980          | Dan Pascu et al.                      |
| 18  | Dione             | | 0.8               | 1122.8 (1128 × 1123 × 1119)  | 1 095 486,8     | 377 700            | +2,73692            | 0.0             | 0.002         | 1684            | 1684          | Giovanni D. Cassini                   |
| 19  | Helena            | Un cuerpo de forma irregular iluminado desde la izquierda. Su superficie está cubierta por numerosos cráteres de impacto. | 8.2               | 36.2 (45.2 × 39.2 × 26.6)    | 7,1             | 377 700            | +2,73692            | 0.2             | 0.007         | 1980            | 1980          | Pierre Laques y Jean Lecacheux        |
| 20  | Pollux            | Un pequeño cuerpo oblongo apenas se resuelve en esta imagen. | —                 | 3.06 (3.50 × 3.10 × 2.62)    | ≈ 0,0075        | 377 700            | +2,73692            | 0.2             | 0.019         | 2004            | 2004          | Cassini-Huygens                       |
| 21  | Rea               | | 0.1               | 1527.6 (1530 × 1526 × 1525)  | 2 306 485,4     | 527 200            | +4,51750            | 0.3             | 0.001         | 1672            | 1673          | Giovanni D. Cassini                   |
| 22  | Titán             | | –1.3              | 5149.46 (5149 × 5149 × 5150) | 134 518 035,4   | 1 221 900          | +15,9454            | 0.3             | 0.029         | 1655            | 1656          | Christiaan Huygens                    |
| 23  | Hiperión          | Un cuerpo oblongo de forma irregular está iluminado desde la izquierda. El terminador está cerca de la extremidad derecha. El cuerpo es alargado en la dirección de arriba a abajo. La superficie está perforada por numerosos cráteres de impacto, que le dan el aspecto de una esponja o un queso.                                                                                | 4.8               | 270.0 (360 × 266 × 205)      | 5551,0          | 1 481 500          | +21,2767            | 0.6             | 0.105         | 1848            | 1848          | William Cranch Bond y William Lassell |
| 24  | Jápeto            | | 1.2               | 1468.6 (1491 × 1491 × 1424)  | 1 805 659,1     | 3 561 700          | +79,3310            | 7.6             | 0.028         | 1671            | 1673          | Giovanni D. Cassini                   |
| 25  | S/2019 S 1        | | 15.3              | ≈ 6                          | ≈ 0,11          | 11 245 400         | +445,51             | 49.5            | 0.384         | 2019            | 2021          | Edward Ashton et al.                  |
| 26  | Kiviuq            | | 12.7              | ≈ 19                         | ≈ 3,6           | 11 307 300         | +449,13             | 48.9            | 0.182         | 2000            | 2000          | Brett J. Gladman et al.               |
| 27  | S/2005 S 4        | | 15.7              | ≈ 5                          | ≈ 0,065         | 11 324 500         | +450,22             | 48.0            | 0.315         | 2005            | 2023          | Scott S. Sheppard et al.              |
| 28  | S/2020 S 1        | | 15.9              | ≈ 4                          | ≈ 0,034         | 11 338 700         | +451,10             | 48.2            | 0.337         | 2020            | 2023          | Edward Ashton et al.                  |
| 29  | Ijiraq            | | 13.3              | ≈ 15                         | ≈ 1,8           | 11 344 600         | +451,46             | 49.2            | 0.353         | 2000            | 2000          | Brett J. Gladman et al.               |
| 30  | Febe              | Un cuerpo aproximadamente esférico lleno de cráteres se ilumina desde la parte inferior derecha. El terminador corre cerca de las extremidades izquierda y superior. Hay un gran cráter en la parte superior, que afecta la forma, y otro un poco más pequeño en la parte inferior.                                                                                                 | 6.7               | 213.0 (219 × 217 × 204)      | 8312,3          | 12 929 400         | −550,30             | 175.2           | 0.164         | 1898            | 1899          | William H. Pickering                  |
| 31  | S/2006 S 20       | | 15.7              | ≈ 5                          | ≈ 0,065         | 13 193 800         | −567,27             | 173.1           | 0.206         | 2006            | 2023          | Scott S. Sheppard et al.              |
| 32  | S/2006 S 9        | | 16.5              | ≈ 3                          | ≈ 0,014         | 14 406 600         | −647,89             | 173.0           | 0.248         | 2006            | 2023          | Scott S. Sheppard et al.              |
| 33  | Paaliaq           | | 11.7              | ≈ 30                         | ≈ 14            | 14 997 300         | +687,08             | 47.1            | 0.384         | 2000            | 2000          | Brett J. Gladman et al.               |
| 34  | Skadi             | | 14.4              | ≈ 9                          | ≈ 0,38          | 15 575 100         | −728,10             | 149.7           | 0.265         | 2000            | 2000          | Brett J. Gladman et al.               |
| 35  | S/2007 S 5        | | 16.2              | ≈ 4                          | ≈ 0,034         | 15 835 700         | −746,88             | 158.4           | 0.104         | 2007            | 2023          | Scott S. Sheppard et al.              |
| 36  | S/2007 S 7        | | 16.2              | ≈ 4                          | ≈ 0,034         | 15 931 700         | −754,29             | 169.2           | 0.217         | 2007            | 2023          | Scott S. Sheppard et al.              |
| 37  | S/2007 S 2        | | 15.6              | ≈ 5                          | ≈ 0,065         | 15 939 100         | −754,90             | 174.1           | 0.232         | 2007            | 2007          | Scott S. Sheppard et al.              |
| 38  | S/2004 S 37       | | 15.9              | ≈ 4                          | ≈ 0,034         | 15 940 400         | −754,48             | 158.2           | 0.447         | 2004            | 2019          | Scott S. Sheppard et al.              |
| 39  | S/2004 S 47       | | 16.3              | ≈ 4                          | ≈ 0,034         | 16 050 600         | −762,49             | 160.9           | 0.291         | 2004            | 2023          | Scott S. Sheppard et al.              |
| 40  | S/2004 S 40       | | 16.3              | ≈ 4                          | ≈ 0,034         | 16 075 600         | −764,60             | 169.2           | 0.297         | 2004            | 2023          | Scott S. Sheppard et al.              |
| 41  | Albiorix          | | 11.2              | 28.6                         | ≈ 12            | 16 329 100         | +783,49             | 38.9            | 0.470         | 2000            | 2000          | Holman                                |
| 42  | S/2019 S 2        | | 16.5              | ≈ 3                          | ≈ 0,014         | 16 559 900         | −799,82             | 173.3           | 0.279         | 2019            | 2023          | Edward Ashton et al.                  |
| 43  | Bebhionn          | | 15.0              | ≈ 7                          | ≈ 0,18          | 17 028 900         | +834,94             | 37.4            | 0.482         | 2004            | 2005          | Scott S. Sheppard et al.              |
| 44  | S/2007 S 8        | | 16.0              | ≈ 4                          | ≈ 0,034         | 17 049 000         | +836,90             | 36.2            | 0.490         | 2007            | 2023          | Scott S. Sheppard et al.              |
| 45  | S/2004 S 29       | | 15.8              | ≈ 5                          | ≈ 0,065         | 17 063 900         | +837,78             | 38.6            | 0.485         | 2004            | 2019          | Scott S. Sheppard et al.              |
| 46  | S/2019 S 3        | | 16.2              | ≈ 4                          | ≈ 0,034         | 17 077 200         | −837,74             | 166.9           | 0.249         | 2019            | 2023          | Edward Ashton et al.                  |
| 47  | S/2020 S 7        | | 16.8              | ≈ 3                          | ≈ 0,014         | 17 400 000         | −861,70             | 161.5           | 0.500         | 2020            | 2023          | Edward Ashton et al.                  |
| 48  | S/2004 S 31       | | 15.6              | ≈ 5                          | ≈ 0,065         | 17 497 300         | +866,10             | 48.1            | 0.159         | 2004            | 2019          | Scott S. Sheppard et al.              |
| 49  | Erriapo           | | 13.7              | ≈ 12                         | ≈ 0,95          | 17 507 200         | +871,10             | 38.7            | 0.462         | 2000            | 2000          | Brett J. Gladman et al.               |
| 50  | Skoll             | | 15.4              | ≈ 6                          | ≈ 0,11          | 17 625 700         | −878,44             | 158.4           | 0.470         | 2006            | 2006          | Scott S. Sheppard et al.              |
| 51  | Tarqeq            | | 14.8              | ≈ 7                          | ≈ 0,18          | 17 748 200         | +884,98             | 49.7            | 0.119         | 2007            | 2007          | Scott S. Sheppard et al.              |
| 52  | S/2019 S 14       | | 16.3              | ≈ 4                          | ≈ 0,034         | 17 853 000         | +893,14             | 46.2            | 0.172         | 2019            | 2023          | Edward Ashton et al.                  |
| 53  | S/2020 S 2        | | 16.9              | ≈ 3                          | ≈ 0,014         | 17 869 300         | −897,60             | 170.7           | 0.152         | 2020            | 2023          | Edward Ashton et al.                  |
| 54  | Siarnaq           | | 10.6              | 39.3                         | ≈ 32            | 17 880 800         | +895,87             | 48.2            | 0.311         | 2000            | 2000          | Brett J. Gladman et al.               |
| 55  | S/2019 S 4        | | 16.5              | ≈ 3                          | ≈ 0,014         | 17 956 700         | −904,26             | 170.1           | 0.409         | 2019            | 2023          | Edward Ashton et al.                  |
| 56  | S/2020 S 3        | | 16.4              | ≈ 3                          | ≈ 0,014         | 18 054 700         | +907,99             | 46.1            | 0.144         | 2020            | 2023          | Edward Ashton et al.                  |
| 57  | S/2004 S 41       | | 16.3              | ≈ 4                          | ≈ 0,034         | 18 095 000         | −914,61             | 165.7           | 0.300         | 2004            | 2023          | Scott S. Sheppard et al.              |
| 58  | Tarvos            | | 13.1              | ≈ 16                         | ≈ 2,1           | 18 215 100         | +926,37             | 38.6            | 0.528         | 2000            | 2000          | Brett J. Gladman et al.               |
| 59  | S/2020 S 4        | | 17.0              | ≈ 3                          | ≈ 0,014         | 18 235 500         | +926,92             | 40.1            | 0.495         | 2020            | 2023          | Edward Ashton et al.                  |
| 60  | S/2004 S 42       | | 16.1              | ≈ 4                          | ≈ 0,034         | 18 240 800         | −925,91             | 165.7           | 0.158         | 2004            | 2023          | Scott S. Sheppard et al.              |
| 61  | Hyrokkin          | | 14.3              | ≈ 9                          | ≈ 0,38          | 18 342 600         | −931,89             | 150.3           | 0.331         | 2004            | 2005          | Scott S. Sheppard et al.              |
| 62  | Greip             | | 15.3              | ≈ 6                          | ≈ 0,11          | 18 380 400         | −936,98             | 173.4           | 0.317         | 2006            | 2006          | Scott S. Sheppard et al.              |
| 63  | S/2020 S 5        | | 16.6              | ≈ 3                          | ≈ 0,014         | 18 391 300         | +933,88             | 48.2            | 0.220         | 2020            | 2023          | Edward Ashton et al.                  |
| 64  | S/2004 S 13       | | 16.3              | ≈ 4                          | ≈ 0,034         | 18 453 300         | −942,57             | 169.0           | 0.265         | 2004            | 2005          | Scott S. Sheppard et al.              |
| 65  | S/2007 S 6        | | 16.4              | ≈ 3                          | ≈ 0,014         | 18 544 900         | −949,50             | 166.5           | 0.169         | 2007            | 2023          | Scott S. Sheppard et al.              |
| 66  | Mundilfari        | | 14.6              | ≈ 8                          | ≈ 0,27          | 18 590 300         | −952,95             | 168.4           | 0.210         | 2000            | 2000          | Brett J. Gladman et al.               |
| 67  | S/2006 S 1        | | 15.6              | ≈ 5                          | ≈ 0,065         | 18 745 000         | −964,14             | 156.0           | 0.105         | 2006            | 2006          | Scott S. Sheppard et al.              |
| 68  | S/2004 S 43       | | 16.3              | ≈ 4                          | ≈ 0,034         | 18 935 000         | −980,08             | 171.1           | 0.432         | 2004            | 2023          | Scott S. Sheppard et al.              |
| 69  | S/2006 S 10       | | 16.4              | ≈ 3                          | ≈ 0,014         | 18 979 900         | −983,14             | 161.6           | 0.151         | 2006            | 2023          | Scott S. Sheppard et al.              |
| 70  | S/2019 S 5        | | 16.6              | ≈ 3                          | ≈ 0,014         | 19 076 900         | −990,38             | 158.8           | 0.215         | 2019            | 2023          | Edward Ashton et al.                  |
| 71  | Gridr             | | 15.8              | ≈ 5                          | ≈ 0,065         | 19 250 700         | −1004,75            | 163.9           | 0.187         | 2004            | 2019          | Scott S. Sheppard et al.              |
| 72  | Bergelmir         | | 15.2              | ≈ 6                          | ≈ 0,11          | 19 269 100         | −1005,58            | 158.7           | 0.144         | 2004            | 2005          | Scott S. Sheppard et al.              |
| 73  | Jarnsaxa          | | 15.6              | ≈ 5                          | ≈ 0,065         | 19 279 700         | −1006,92            | 163.0           | 0.219         | 2006            | 2006          | Scott S. Sheppard et al.              |
| 74  | Narvi             | | 14.5              | ≈ 8                          | ≈ 0,27          | 19 286 500         | −1003,84            | 143.7           | 0.449         | 2003            | 2003          | Scott S. Sheppard et al.              |
| 75  | Suttungr          | | 14.6              | ≈ 8                          | ≈ 0,27          | 19 391 700         | −1016,71            | 175.0           | 0.116         | 2000            | 2000          | Brett J. Gladman et al.               |
| 76  | S/2007 S 3        | | 15.7              | ≈ 5                          | ≈ 0,065         | 19 513 700         | −1026,35            | 175.6           | 0.162         | 2007            | 2007          | Scott S. Sheppard et al.              |
| 77  | S/2004 S 44       | | 15.8              | ≈ 5                          | ≈ 0,065         | 19 515 400         | −1026,16            | 167.7           | 0.129         | 2004            | 2023          | Scott S. Sheppard et al.              |
| 78  | S/2006 S 12       | | 16.2              | ≈ 4                          | ≈ 0,034         | 19 569 800         | +1035,05            | 38.6            | 0.542         | 2006            | 2023          | Scott S. Sheppard et al.              |
| 79  | S/2004 S 45       | | 16.0              | ≈ 4                          | ≈ 0,034         | 19 693 600         | −1038,70            | 154.0           | 0.551         | 2004            | 2023          | Scott S. Sheppard et al.              |
| 80  | Hati              | | 15.4              | ≈ 6                          | ≈ 0,11          | 19 697 100         | −1040,29            | 164.1           | 0.375         | 2004            | 2005          | Scott S. Sheppard et al.              |
| 81  | S/2004 S 17       | | 16.0              | ≈ 4                          | ≈ 0,034         | 19 699 300         | −1040,86            | 167.9           | 0.162         | 2004            | 2005          | Scott S. Sheppard et al.              |
| 82  | S/2006 S 11       | | 16.5              | ≈ 3                          | ≈ 0,014         | 19 711 900         | −1042,28            | 174.1           | 0.144         | 2004            | 2023          | Scott S. Sheppard et al.              |
| 83  | S/2004 S 12       | | 15.9              | ≈ 4                          | ≈ 0,034         | 19 801 200         | −1048,57            | 164.7           | 0.337         | 2004            | 2005          | Scott S. Sheppard et al.              |
| 84  | Eggther           | | 15.4              | ≈ 6                          | ≈ 0,11          | 19 844 700         | −1052,33            | 165.0           | 0.157         | 2004            | 2019          | Scott S. Sheppard et al.              |
| 85  | S/2006 S 13       | | 16.1              | ≈ 4                          | ≈ 0,034         | 19 953 800         | −1060,63            | 162.0           | 0.313         | 2006            | 2023          | Scott S. Sheppard et al.              |
| 86  | S/2019 S 6        | | 16.1              | ≈ 4                          | ≈ 0,034         | 20 048 600         | +1066,40            | 41.3            | 0.259         | 2019            | 2023          | Edward Ashton et al.                  |
| 87  | S/2007 S 9        | | 16.1              | ≈ 4                          | ≈ 0,034         | 20 174 600         | −1078,07            | 159.3           | 0.360         | 2007            | 2023          | Scott S. Sheppard et al.              |
| 88  | S/2019 S 7        | | 16.3              | ≈ 4                          | ≈ 0,034         | 20 181 300         | −1080,29            | 174.2           | 0.232         | 2019            | 2023          | Edward Ashton et al.                  |
| 89  | S/2019 S 8        | | 16.3              | ≈ 4                          | ≈ 0,034         | 20 284 400         | −1088,68            | 172.8           | 0.311         | 2019            | 2023          | Edward Ashton et al.                  |
| 90  | Farbauti          | | 15.8              | ≈ 5                          | ≈ 0,065         | 20 292 500         | −1087,29            | 157.7           | 0.248         | 2004            | 2005          | Scott S. Sheppard et al.              |
| 91  | Thrymr            | | 14.3              | ≈ 9                          | ≈ 0,38          | 20 326 500         | −1091,84            | 174.8           | 0.467         | 2000            | 2000          | Brett J. Gladman et al.               |
| 92  | Bestla            | | 14.6              | ≈ 8                          | ≈ 0,27          | 20 337 900         | −1087,46            | 136.3           | 0.461         | 2004            | 2005          | Scott S. Sheppard et al.              |
| 93  | S/2019 S 9        | | 16.3              | ≈ 4                          | ≈ 0,034         | 20 359 000         | −1093,11            | 159.5           | 0.433         | 2019            | 2023          | Edward Ashton et al.                  |
| 94  | S/2004 S 46       | | 16.4              | ≈ 3                          | ≈ 0,014         | 20 513 000         | −1107,58            | 177.2           | 0.249         | 2004            | 2023          | Scott S. Sheppard et al.              |
| 95  | Angrboda          | | 16.2              | ≈ 4                          | ≈ 0,034         | 20 591 000         | −1114,05            | 177.4           | 0.216         | 2004            | 2019          | Scott S. Sheppard et al.              |
| 96  | S/2019 S 11       | | 16.2              | ≈ 4                          | ≈ 0,034         | 20 663 700         | −1115,00            | 144.6           | 0.513         | 2019            | 2023          | Edward Ashton et al.                  |
| 97  | Aegir             | | 15.5              | ≈ 5                          | ≈ 0,065         | 20 664 600         | −1119,33            | 166.9           | 0.255         | 2004            | 2005          | Scott S. Sheppard et al.              |
| 98  | Beli              | | 16.1              | ≈ 4                          | ≈ 0,034         | 20 703 800         | −1121,76            | 158.9           | 0.087         | 2004            | 2019          | Scott S. Sheppard et al.              |
| 99  | S/2019 S 10       | | 16.7              | ≈ 3                          | ≈ 0,014         | 20 713 400         | −1123,04            | 163.9           | 0.249         | 2019            | 2023          | Edward Ashton et al.                  |
| 100 | S/2019 S 12       | | 16.3              | ≈ 4                          | ≈ 0,034         | 20 904 500         | −1138,85            | 167.1           | 0.476         | 2019            | 2023          | Edward Ashton et al.                  |
| 101 | Gerd              | | 15.9              | ≈ 4                          | ≈ 0,034         | 20 947 500         | −1142,97            | 174.4           | 0.517         | 2004            | 2019          | Scott S. Sheppard et al.              |
| 102 | S/2019 S 13       | | 16.7              | ≈ 3                          | ≈ 0,014         | 20 965 800         | −1144,92            | 177.3           | 0.318         | 2019            | 2023          | Edward Ashton et al.                  |
| 103 | S/2006 S 14       | | 16.5              | ≈ 3                          | ≈ 0,014         | 21 062 100         | −1152,68            | 166.7           | 0.060         | 2006            | 2023          | Scott S. Sheppard et al.              |
| 104 | Gunnlod           | | 15.6              | ≈ 5                          | ≈ 0,065         | 21 141 900         | −1157,98            | 160.4           | 0.251         | 2004            | 2019          | Scott S. Sheppard et al.              |
| 105 | S/2019 S 15       | | 16.6              | ≈ 3                          | ≈ 0,014         | 21 189 700         | −1161,54            | 157.7           | 0.257         | 2019            | 2023          | Edward Ashton et al.                  |
| 106 | S/2020 S 6        | | 16.6              | ≈ 3                          | ≈ 0,014         | 21 265 300         | −1168,86            | 166.9           | 0.481         | 2020            | 2023          | Edward Ashton et al.                  |
| 107 | S/2004 S 7        | | 15.6              | ≈ 5                          | ≈ 0,065         | 21 328 200         | −1173,93            | 164.9           | 0.511         | 2004            | 2005          | Scott S. Sheppard et al.              |
| 108 | S/2006 S 3        | | 15.6              | ≈ 5                          | ≈ 0,065         | 21 353 000         | −1174,76            | 156.1           | 0.432         | 2006            | 2006          | Scott S. Sheppard et al.              |
| 109 | S/2005 S 5        | | 16.4              | ≈ 3                          | ≈ 0,014         | 21 366 200         | −1177,82            | 169.5           | 0.588         | 2005            | 2023          | Scott S. Sheppard et al.              |
| 110 | Skrymir           | | 15.6              | ≈ 5                          | ≈ 0,065         | 21 448 000         | −1185,15            | 175.6           | 0.437         | 2004            | 2019          | Scott S. Sheppard et al.              |
| 111 | S/2006 S 16       | | 16.5              | ≈ 3                          | ≈ 0,014         | 21 720 700         | −1207,52            | 164.1           | 0.204         | 2006            | 2023          | Scott S. Sheppard et al.              |
| 112 | S/2006 S 15       | | 16.2              | ≈ 4                          | ≈ 0,034         | 21 799 400         | −1213,96            | 161.1           | 0.117         | 2006            | 2023          | Scott S. Sheppard et al.              |
| 113 | S/2004 S 28       | | 15.8              | ≈ 5                          | ≈ 0,065         | 21 865 900         | −1220,68            | 167.9           | 0.159         | 2004            | 2019          | Scott S. Sheppard et al.              |
| 114 | S/2020 S 8        | | 16.4              | ≈ 3                          | ≈ 0,014         | 21 966 700         | −1228,12            | 161.8           | 0.252         | 2020            | 2023          | Edward Ashton et al.                  |
| 115 | Alvaldi           | | 15.6              | ≈ 5                          | ≈ 0,065         | 21 995 600         | −1232,19            | 177.4           | 0.238         | 2004            | 2019          | Scott S. Sheppard et al.              |
| 116 | Kari              | | 14.5              | ≈ 8                          | ≈ 0,27          | 22 029 700         | −1231,01            | 153.0           | 0.482         | 2006            | 2006          | Scott S. Sheppard et al.              |
| 117 | S/2004 S 48       | | 16.0              | ≈ 4                          | ≈ 0,034         | 22 136 700         | −1242,40            | 161.9           | 0.374         | 2004            | 2023          | Scott S. Sheppard et al.              |
| 118 | Geirrod           | | 15.9              | ≈ 4                          | ≈ 0,034         | 22 259 500         | −1251,14            | 154.4           | 0.539         | 2004            | 2019          | Scott S. Sheppard et al.              |
| 119 | Fenrir            | | 15.9              | ≈ 4                          | ≈ 0,034         | 22 331 800         | −1260,25            | 164.3           | 0.136         | 2004            | 2005          | Scott S. Sheppard et al.              |
| 120 | S/2004 S 50       | | 16.4              | ≈ 3                          | ≈ 0,014         | 22 346 000         | −1260,44            | 164.0           | 0.450         | 2004            | 2023          | Scott S. Sheppard et al.              |
| 121 | S/2006 S 17       | | 16.0              | ≈ 4                          | ≈ 0,034         | 22 384 900         | −1264,58            | 168.7           | 0.425         | 2006            | 2023          | Scott S. Sheppard et al.              |
| 122 | S/2004 S 49       | | 16.0              | ≈ 4                          | ≈ 0,034         | 22 399 700         | −1264,25            | 159.7           | 0.453         | 2004            | 2023          | Scott S. Sheppard et al.              |
| 123 | S/2019 S 17       | | 15.9              | ≈ 4                          | ≈ 0,034         | 22 724 100         | −1291,39            | 155.5           | 0.546         | 2019            | 2023          | Edward Ashton et al.                  |
| 124 | Surtur            | | 15.8              | ≈ 5                          | ≈ 0,065         | 22 753 800         | −1296,49            | 168.3           | 0.449         | 2006            | 2006          | Scott S. Sheppard et al.              |
| 125 | S/2006 S 18       | | 16.1              | ≈ 4                          | ≈ 0,034         | 22 760 700         | −1298,40            | 169.5           | 0.131         | 2006            | 2023          | Scott S. Sheppard et al.              |
| 126 | Loge              | | 15.4              | ≈ 6                          | ≈ 0,11          | 22 918 300         | −1311,83            | 166.9           | 0.192         | 2006            | 2006          | Scott S. Sheppard et al.              |
| 127 | Ymir              | | 12.4              | ≈ 22                         | ≈ 5,6           | 22 957 100         | −1315,16            | 173.1           | 0.337         | 2000            | 2000          | Brett J. Gladman et al.               |
| 128 | S/2019 S 19       | | 16.5              | ≈ 3                          | ≈ 0,014         | 23 047 200         | −1318,05            | 151.8           | 0.458         | 2019            | 2023          | Edward Ashton et al.                  |
| 129 | S/2004 S 21       | | 16.2              | ≈ 4                          | ≈ 0,034         | 23 123 500         | −1325,43            | 153.2           | 0.394         | 2004            | 2019          | Scott S. Sheppard et al.              |
| 130 | S/2019 S 18       | | 16.6              | ≈ 3                          | ≈ 0,014         | 23 140 700         | −1327,06            | 154.6           | 0.509         | 2019            | 2023          | Edward Ashton et al.                  |
| 131 | S/2004 S 39       | | 16.1              | ≈ 4                          | ≈ 0,034         | 23 195 400         | −1336,17            | 165.9           | 0.101         | 2004            | 2019          | Scott S. Sheppard et al.              |
| 132 | S/2019 S 16       | | 16.7              | ≈ 3                          | ≈ 0,014         | 23 266 700         | −1341,17            | 162.0           | 0.250         | 2019            | 2023          | Edward Ashton et al.                  |
| 133 | S/2004 S 53       | | 16.2              | ≈ 4                          | ≈ 0,034         | 23 279 800         | −1342,44            | 162.6           | 0.240         | 2004            | 2023          | Scott S. Sheppard et al.              |
| 134 | S/2004 S 24       | | 16.0              | ≈ 4                          | ≈ 0,034         | 23 338 900         | +1341,33            | 37.4            | 0.071         | 2004            | 2019          | Scott S. Sheppard et al.              |
| 135 | S/2004 S 36       | | 16.1              | ≈ 4                          | ≈ 0,034         | 23 430 300         | −1352,93            | 153.3           | 0.625         | 2004            | 2019          | Scott S. Sheppard et al.              |
| 136 | Thiazzi           | | 15.9              | ≈ 4                          | ≈ 0,034         | 23 577 500         | −1366,68            | 158.8           | 0.511         | 2004            | 2019          | Scott S. Sheppard et al.              |
| 137 | S/2019 S 20       | | 16.7              | ≈ 3                          | ≈ 0,014         | 23 678 600         | −1375,45            | 156.1           | 0.354         | 2019            | 2023          | Edward Ashton et al.                  |
| 138 | S/2006 S 19       | | 16.1              | ≈ 4                          | ≈ 0,034         | 23 801 100         | −1389,33            | 175.5           | 0.467         | 2006            | 2023          | Scott S. Sheppard et al.              |
| 139 | S/2004 S 34       | | 16.2              | ≈ 4                          | ≈ 0,034         | 24 145 500         | −1420,77            | 168.3           | 0.279         | 2004            | 2019          | Scott S. Sheppard et al.              |
| 140 | Fornjot           | | 15.1              | ≈ 6                          | ≈ 0,11          | 24 937 300         | −1494,03            | 169.5           | 0.214         | 2004            | 2005          | Scott S. Sheppard et al.              |
| 141 | S/2004 S 51       | | 16.1              | ≈ 4                          | ≈ 0,034         | 25 208 200         | −1519,43            | 171.2           | 0.201         | 2004            | 2023          | Scott S. Sheppard et al.              |
| 142 | S/2020 S 10       | | 16.9              | ≈ 3                          | ≈ 0,014         | 25 314 800         | −1527,22            | 165.6           | 0.295         | 2020            | 2023          | Edward Ashton et al.                  |
| 143 | S/2020 S 9        | | 16.0              | ≈ 4                          | ≈ 0,034         | 25 434 100         | −1534,97            | 161.4           | 0.531         | 2020            | 2023          | Edward Ashton et al.                  |
| 144 | S/2004 S 26       | | 15.7              | ≈ 5                          | ≈ 0,065         | 26 097 100         | −1603,95            | 172.9           | 0.148         | 2004            | 2019          | Scott S. Sheppard et al.              |
| 145 | S/2019 S 21       | | 16.2              | ≈ 4                          | ≈ 0,034         | 26 439 000         | −1636,32            | 171.9           | 0.155         | 2019            | 2023          | Edward Ashton et al.                  |
| 146 | S/2004 S 52       | | 16.5              | ≈ 3                          | ≈ 0,014         | 26 448 100         | −1633,98            | 165.3           | 0.292         | 2004            | 2023          | Scott S. Sheppard et al.              |

### Satélites no confirmados
Los objetos del anillo F mostrados en la siguiente tabla (observados por Cassini) no han sido confirmados como cuerpos sólidos. Todavía no está claro si estos son satélites reales o simplemente grupos persistentes dentro del anillo F.
| Nombre     | Imagen | Diámetro (km) | Semieje mayor (km) | Periodo orbital (d) | Descubierto en: | Descripción |
| ---------- | ------ | ------------- | ------------------ | ------------------- | --------------- | --- |
| S/2004 S 3 |        | ≈ 3–5         | ≈ 140 300          | ≈ 0,619             | 2004            | No fueron detectados en imágenes exhaustivas de la región en noviembre de 2004, lo que hace improbable su existencia. |
| S/2004 S 4 |        | ≈ 3–5         | ≈ 140 100          | ≈ 0,618             | 2004            | No fueron detectados en imágenes exhaustivas de la región en noviembre de 2004, lo que hace improbable su existencia. |
| S/2004 S 6 |        | ≈ 3–5         | ≈ 140 130          | 0,61801             | 2004            | Detectado constantemente en 2005, puede estar rodeado de polvo fino y tener un núcleo físico muy pequeño.             |

### Satélites inexistentes
- Quirón fue el nombre dado a un supuesto satélite natural de Saturno postulado tras ser avistado por Hermann Goldschmidt en 1861. Desde entonces se ha determinado que el satélite no existe.[96]

- Temis fue el nombre dado el 28 de abril de 1905 por William H. Pickering al décimo satélite descubierto de Saturno.[97] Las placas fotográficas en las que supuestamente aparecía (trece en total) abarcaron un período comprendido entre el 17 de abril y el 8 de julio de 1904. Sin embargo, ningún otro astrónomo ha confirmado posteriormente el anuncio de Pickering.[97]

### Satélites hipotéticos
- Crisálida es un satélite natural propuesto en 2022 por los científicos del Instituto de Tecnología de Massachusetts utilizando datos de la misión Cassini-Huygens.[98] Crisálida habría orbitado entre Titán y Jápeto, pero su órbita se habría vuelto gradualmente más excéntrica hasta que Saturno la absorbió. El 99 % de su masa habría sido absorbida por Saturno, mientras que el 1 % restante habría formado los anillos de Saturno.[98][99]

### Satélites temporales
Al igual que Júpiter, los asteroides y cometas rara vez se acercan a Saturno y, con menor frecuencia, quedan capturados en la órbita del planeta. Se calcula que el cometa P/2020 F1 (Leonard) se acercó a Saturno a 978 000 ± 65 000 km el 8 de mayo de 1936, más cerca que la órbita de Titán del planeta, con una excentricidad orbital de sólo 1,098 ± 0,007. Es posible que el cometa haya estado orbitando Saturno antes de esto como un satélite temporal, pero la dificultad para modelar las fuerzas no gravitacionales hace que sea incierto si realmente era o no un satélite temporal.
Es posible que otros cometas y asteroides hayan orbitado temporalmente alrededor de Saturno en algún momento, pero actualmente no se sabe que lo hayan hecho.